# Léo Batista
João Baptista Bellinaso Neto, mais conhecido como Léo Batista (Cordeirópolis, 22 de julho de 1932 – Rio de Janeiro, 19 de janeiro de 2025), foi um apresentador, dublador e locutor brasileiro.
Em 1970, ingressou na Rede Globo, onde ficou por mais de 50 anos. Com a morte de Cid Moreira, passou a ser o funcionário mais antigo da emissora, com 92 anos, até a sua morte. Comandava quadros esportivos, além de apresentar algumas edições do programa Globo Esporte.
Léo foi um dos jornalistas que transmitiram a primeira partida oficial de Garrincha no futebol. Era torcedor do Botafogo.

## Biografia

### Infância e adolescência
Filho dos imigrantes italianos Antonio Bellinaso e Maria Rivaben, o pequeno João Baptista nasceu no interior de São Paulo no então distrito de Cordeiro, município de Limeira.
O pseudônimo "Léo" veio do nome de sua irmã, Leonilda — "ela que tem horror ao nome dela, Leonilda, e que a gente só chama de Nilda. Peguei o “Léo” dela, deixei de lado o João Bellinaso Neto, e virei Léo Batista" — afirma Léo.
Começou a trabalhar na adolescência no serviço de alto-falantes da localidade natal. Em 1947, estreou ao microfone a convite de um primo, Antonio Beraldo, conhecido como Toninho, que inaugurou em Cordeirópolis um serviço de alto-falantes, algo muito comum nas cidades pequenas. O estúdio ficava numa praça perto do prédio da pensão onde o pai mantinha seu próprio negócio. Léo foi o último a fazer o teste. Leu um anúncio, apresentou uma música e, quando viu, estava transmitindo as notícias. O primo gostou e disse que seria seu o posto de locutor. Léo considerou que ele estava maluco só em cogitar apresentar essa ideia ao pai, um italiano "queixo-duro", que já estava contrariado por haver deixado a escola para ser garçom.[carece de fontes?]
A reação do pai, Antonio Francesco Belinaso, era a que se esperava. Principalmente porque naquela época radialistas, atores, músicos, eram todos malvistos em razão do senso comum de que levavam uma vida boêmia. A sociedade tinha deles o pior conceito possível. Todavia, Beraldo disse ao tio as palavras mágicas: “Seu Antônio, ele vai trabalhar, mas não é de graça. Vou dar 200 mil réis só para começar. E, se ele conseguir algum anúncio, ainda ganha uma comissão.” Sem dinheiro, o pai na hora mudou o discurso: “Ah, ele vai ganhar um dinheirinho? Aí está bem, mas tem que ser depois do horário do trabalho na pensão.”[carece de fontes?]

## Carreira profissional

### Rádio

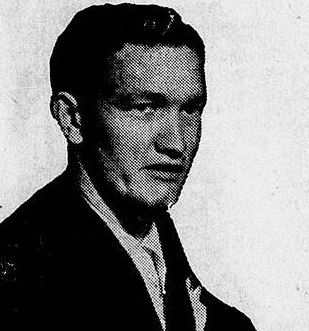
Léo Batista em 1954

Uns seis meses depois da experiência com o primo Beraldo, Léo recebeu convite do senhor Domingos Lote Neto. Ele gostou de sua voz e insistiu em levá-lo para fazer um teste na recém-inaugurada Rádio Clube de Birigui, “a pérola do Noroeste” e assim o fez. Léo foi contratado. Lá, transmitiu partidas de futebol, a parada de 7 de Setembro e programas de auditório como o “Clube da Alegria”, em que teve o privilégio de apresentar Hebe Camargo na festa do primeiro aniversário da emissora.
Em Piracicaba, trabalhou na Rádio Difusora. Na época, o XV de Novembro, time local, tinha subido para a primeira divisão do Paulistão e buscava um locutor esportivo. Léo passou a acompanhar e narrar os jogos do antigo campo da Rua Regente (ainda não existia o estádio Barão da Serra Negra). Depois, o Pacaembu, a Vila Belmiro... o próprio Léo revela em suas entrevistas: "Eu era atrevido. Vim até para o Rio, transmitir a Copa de 50".
Em 1952, Léo foi para o Rio de Janeiro concorrer a uma vaga na Rádio Clube do Brasil, mas em vez disso, foi contratado pela Rádio Globo, para trabalhar como locutor e redator de notícias no programa "O Globo no Ar?", comandado por Raul Brunini.
Sua estreia como locutor esportivo aconteceu em uma partida entre São Cristóvão e Bonsucesso, no Maracanã. A partir da edição de 1950, Léo participou de todas as Copas. Ao vivo ou na retaguarda, atuou também em Olimpíadas, Jogos Pan-Americanos... "Não perdi mais nada" - afirma Léo.
Ele foi um dos que transmitiram o primeiro jogo da carreira de Mané Garrincha, em 1953. Pela Rádio Globo, Léo Batista entrou para a história em 1954, sendo o primeiro radialista a noticiar o suicídio de Getúlio Vargas.

### Televisão
Léo sempre gostou do veículo. Em 1955 trocou de emprego e se mudou para a hoje extinta TV Rio, onde comandaria por 13 anos o Telejornal Pirelli, um dos noticiários de maior sucesso na televisão. Chegou a ser locutor da animação Os Marvel Super Herois.
Chegou à Globo em 1970 e logo se destacou devido ao seu estilo descontraído. Em 1970, como freelancer, foi chamado para compor a equipe esportiva da TV Globo, que mandara seus principais nomes para o México, na cobertura da Copa do Mundo.
Logo após a Copa, o locutor teve que substituir o apresentador Cid Moreira em uma edição do Jornal Nacional. Ele respondeu bem e foi contratado em definitivo, chegando a apresentar as edições de sábado do JN.
Léo Batista era o apresentador mais antigo em atividade na Globo e foi um dos criadores, em 1978, do programa Globo Esporte. Na emissora, Léo inaugurou o Jornal Hoje, em 1971, ao lado de Luís Jatobá e Márcia Mendes, participou do Globo Rural, narrou os gols da rodada no Fantástico, e tem microfone cativo no Globo Esporte e no Esporte Espetacular.
Nas décadas de 1980 e 1990 chegou a apresentar um bloco esportivo no Jornal Nacional, aos sábados. Seu rosto pôde ser visto nas edições de sábado do Globo Esporte e sua voz às quartas feiras, nos intervalos dos jogos brasileiros.

### Aposentadoria
Em entrevistas Léo sempre comenta: "se arranjarem uma metralhadora, com bala de verdade mesmo, que não falhe, para me dar uma rajada, de repente eu paro de trabalhar. Mas, se não for assim, não paro, não. Estou com 75 anos de idade, completei 60 de profissão — e não encontro nem o termo apropriado para descrever o que sinto por ela." E continua: "outro dia fiquei imaginando a hora em que eu não puder mais entrar na emissora e falar com os amigos. Evito pensar nisso. Desejo continuar fazendo o meu trabalho. A não ser que achem que fiquei velho demais, que já estou gagá. (risos) Enquanto Deus me der voz e saúde e a TV Globo quiser, eu continuo."

### Vida pessoal
Foi casado com Leyla Chavantes Belinaso, que morreu aos 84 anos, em 29 de janeiro de 2022.

## Morte
Morreu aos 92 anos, em 19 de janeiro de 2025, após passar treze dias internado no Hospital Rio D'Or. O locutor havia sido diagnosticado com câncer de pâncreas após se queixar de dor abdominal e desidratação.

## Homenagens e reconhecimento
Para reverenciar os seus 76 anos de trajetória no jornalismo esportivo, Léo Batista teve sua história descrita em uma série com quatro episódios chamada de  "Léo Batista — A Voz Marcante". Sendo exibido a partir de junho de 2024 no canal SporTV. O documentário teve a direção de Kizzy Magalhães, e contou com vários depoimentos, tais como Pedro Bial e Luís Roberto.